# Comana, Giurgiu
Comana là một xã thuộc hạt Giurgiu, România. Dân số thời điểm năm 2002 là 7838 người.